# 荆广生
荆广生（1917年—？），男，直隶（今河北）定县人，中国固体力学家、教育家，曾任长春汽车拖拉机学院教授，江苏理工大学教授，中国力学学会理事。